# Ngasem (Ngasem, Kediri)
Ngasem is een bestuurslaag in het regentschap Kediri van de provincie Oost-Java, Indonesië. Ngasem telt 3465 inwoners (volkstelling 2010).